# Toau
.

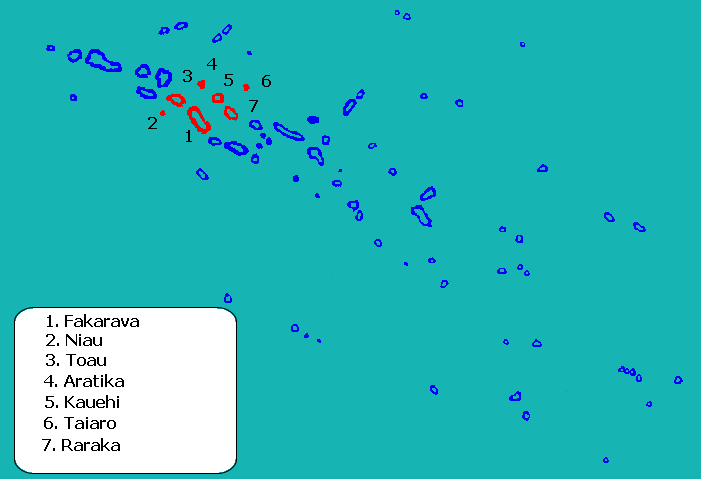
Localização de Toau em Tuamotu

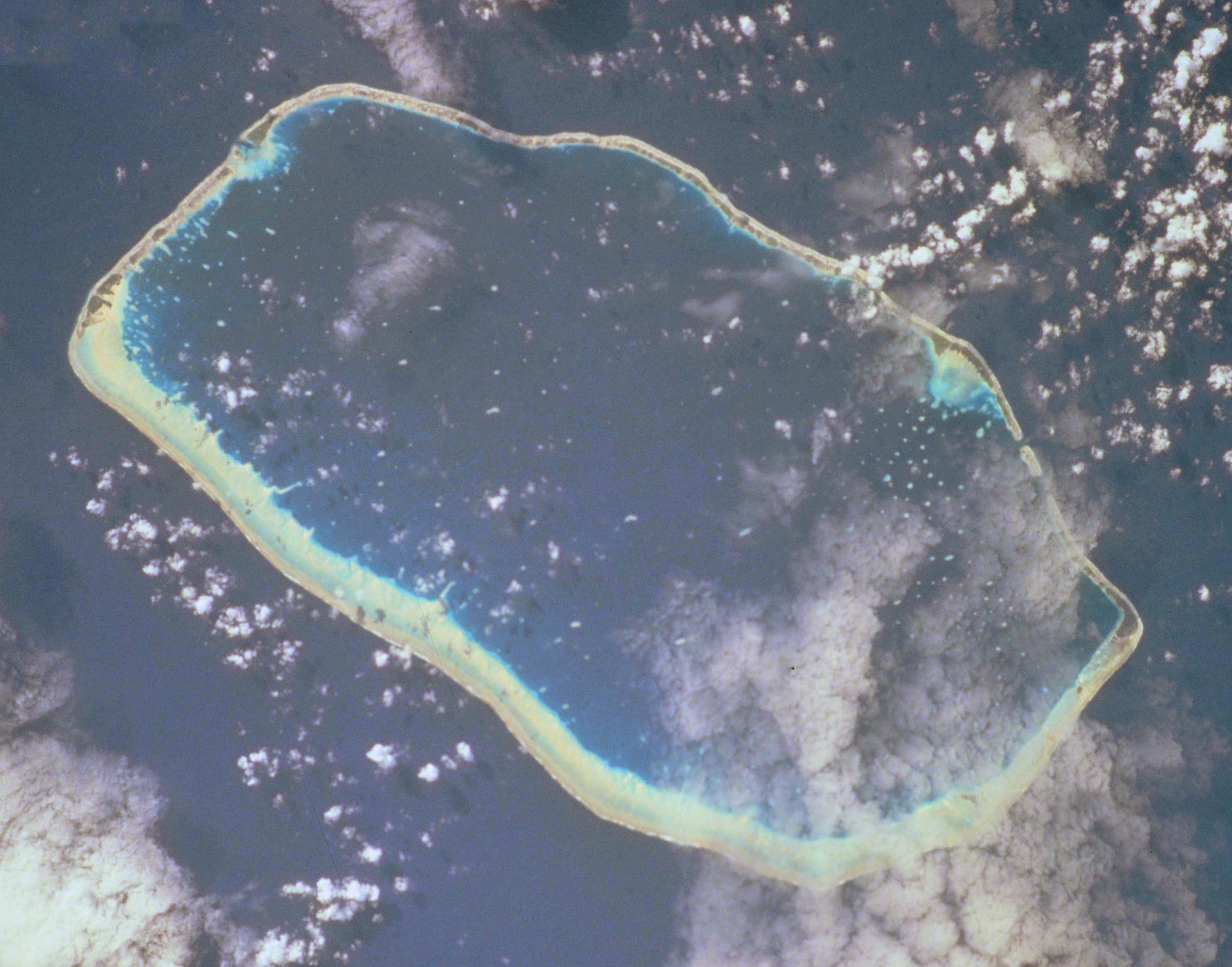
Imagem de satélite de Toau (NASA)

Toau é um atol das Tuamotu, na Polinésia Francesa, incluído na comuna de Fakarava. Está situado no grupo oeste do arquipélago, frente ao canal do norte de Fakarava. 
A área total é de 9 km². O atol dispõe de duas passagens para a lagoa interior e praias de areia.
Com apenas 20 habitantes de permanência irregular, a localidade principal é Maragai. Os habitantes são esporádicos e provêm da vizinha Fakarava para pescar e recolher copra. Ultimamente também há visitantes ocasionais para a prática de mergulho. Não dispõe de infraestruturas.
O primeiro europeu a visitar Toau foi o inglês James Cook, em 1774.